# 미스터리 서클

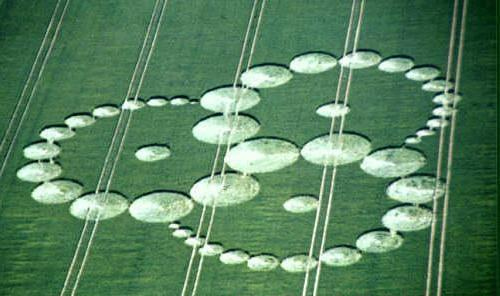

미스터리 서클은 밭이나 논의 곡물을 일정한 방향으로 태워서 어떠한 형태를 나타낸 것을 말한다. 대부분 반나절 사이에 일어나며, 사람이 한적은 없으며 UFO(외계인)이 했을것이라는 추측이 나오고있다. 영미권에서는 크롭 서클(영어: Crop circle)이라 부른다.

## 미스터리 서클의 역사

미스터리 서클 2.

미스터리 서클은 기록상 맨처음으로 미스테리 서클이 보고된 지역은 1946년의 영국 남서부 지역이었다. 솔즈베리의 페퍼복스 힐(Pepperbox Hill)에서 두 개의 원형 무늬가 처음 목격되었다.
그리고 약 30년 후 1972년 워민스터에서 다시 발견된다. 스톤헨지, 에이브베리, 글래스톤베리를 잇는 삼각지대 동쪽에 옛 색슨족의 수도였던 윈체스터(Winchester)가 있다. 1970년대 후반과 1980년대 초에 접어들면서 이곳 근처에서 미스테리 서클이 자주 출현하기 시작했다.
그 문양들은 대개 밀이나 옥수수밭에서 발견되며 귀리, 보리밭 등의 평지에서도 발견된다. 지역을 보면 영국, 네덜란드, 미국(최근에는 동부권에서도 발견됨), 호주 등에서 발견되는 등 전 세계적인 범위에서 발견되고 있다.
이런 크롭 서클이 생기는 원인에 대해 흔히 UFO착륙 흔적설이 널리 알려져 있으며, 연구가들에 따라 회오리바람설, 정전기설, 지자기설, 중력설, 조류설, 인간조작설, 플라즈마 보텍스설 등을 주장하고 있지만 설득력 있는 가설은 아직 나오지 않은 상태다. 일부 서클은 후에 조작된 것임이 밝혀지기도 했고 또 사람이 인위적으로 만들 수도 있음이 증명되기도 했다.

## 한국의 미스터리 서클
한국은 외국에 비하여 거의 미스터리 서클이 발견된 경우가 없으나, 2008년 6월 3일 무인항공촬영 전문가 '김병헌'에 의하여 충남 보령시 천북면에서 미스터리 서클이 발견되었다.
이 미스터리 서클은 서태지의 새 앨범 《Atomos》의 첫 번째 싱글인 〈Atomos Part Moai〉프로젝트의 일환으로 만들어진 것으로 밝혀졌다.
그러나 그 미스터리 서클을 제작한 행위 예술가들을 마을 사람들이 아무도 모른다는 사실은 의외이다.

## 미스터리 서클의 디자인
미스터리 서클은 원, 삼각형, 사각형 등 간단한 도형의 조화를 이용한 문양들이 자주 등장하며, 구체적인 형태 : 해파리, 물고기, 인간 등 생명체 형태, QR코드 형태등이 그려진 경우도 있었으나 일반적으로 간단하고 추상적인 예술이다. 아스키 코드나 영어 모스 부호, 주변 위성 사진, 그 외 간접적 정보 전달법 등으로 메시지를 전달하기도 한다. 그러나 이들이 제공하는 정보가 그다지 구체적이지 않고, 모호한 경우가 많으며, 어째서인지 간접적인 방법으로 전달하기 때문에, 메시지라는 건 목적이라기보다 디자인의 방법이라거나 일부라고 할 수 있겠다. No more war, peace, e^iπ+1=0 등은 모스 등으로 직접적으로 표현되었다. 미스터리 서클 중에는 천문 현상이나, 원자력 발전소 폭발, 화산 폭발, 원유 유출등의 미래를 일주일에서 11년 전에 예지하여 알려준 경우가 있다. 그러나 이것 역시 완전히 직접적으로 알려주는 것이 아니기 때문에 알아듣기 힘든 면도 있다. 그리고 대규모 미스터리 서클이 13분 동안의 시간에 만들어진 경우가 있다.
미스터리 서클은 6월에서 8월까지 많이 발생하는데 그때가 농작물이 충분히 자라있기 때문이다.
형태가 구체적이고 전체적으로 인공적인 디자인으로 보인다. 형태의 정밀성 뿐만 아니라 디자인이 정밀하게 다듬어져 있기 때문이다. 외계 문명에 '뱀의 형제들'이라는 단체가 있다. 마야 문명이나 미스터리 서클에서도 뱀이 꽤 자주 등장한다. IS-BE를 참조하시오.

## 같이 보기
- 아레시보 메시지
- 벤저민 크림
- 지상화
- 대지 예술